# TV Vlaanderen
TV Vlaanderen est un opérateur de télévision par satellite belge. Il diffuse un bouquet numérique composé de chaînes de télévision néerlandophones ciblant avant tout le public flamand, même si sa commercialisation a lieu dans l'ensemble de la Belgique. Ainsi, des néerlandophones vivant en Région de langue française peuvent accéder par ce biais aux médias néerlandophones, lesquels ne sont pas diffusés sur le câble local, en s'équipant d'une antenne parabolique dirigée vers le satellite Astra (19,2° est).  La même société est active pour les belges francophones sous le nom de TéléSAT.
Tout comme l'opérateur de télévision néerlandais Canal Digitaal, TV Vlaanderen est la propriété de la société M7 Group (Canal+ Luxembourg S.a.r.l.) qui de septembre 2019 fait part de Canal+/Vivendi.
L'ensemble des chaînes de télévision du service public belge néerlandophone sont reprises dans l'offre de TV Vlaanderen (Één, Canvas, Ketnet), auxquelles s'ajoutent les chaînes privées VTM, Q2, Vier, Vijf, Zes et Vitaya et les chaînes du service public néerlandais NPO 1, NPO 2 et NPO 3.
L'offre se compose de plusieurs forfaits : le forfait de base (BasisPakket) rassemble en 2009 les chaînes nationales néerlandophones, deux chaînes françaises (France 2 et France 3), plusieurs chaînes thématiques (Animal Planet, Discovery Channel, National Geographic Channel) et quelques stations de radio nationales. Le forfait plus (PlusPakket) inclut en supplément des chaînes sportives (Eurosport), des chaînes destinées à la jeunesse (Disney XD), à la musique (MTV, MTV Rocks, Mezzo) ainsi que des chaînes pour adultes (Dorcel TV). Le forfait Top (TopPakket) permet la réception de plusieurs autres chaînes thématiques (History Channel, Discovery Science) et de chaînes diffusées en HD.
Un terminal numérique de seconde génération (DVB-S2) est nécessaire à la réception des chaînes en HD.